# Heinrich von Heydebrand und der Lasa (General)
Heinrich Josef Karl von Heydebrand und der Lasa (* 4. Mai 1790 in Pleß/Oberschlesien; † 29. September 1868 in Warmbrunn) war ein preußischer Generalmajor.

## Leben

### Herkunft
Heinrich war ein Sohn des preußischen Majors und Ritter des Ordens Pour le Mérite Leopold von Heydebrand (1754–1808) und dessen Ehefrau Johanne Henriette Beate, geborene Wienczeck (1754–1794).

### Militärkarriere
Heydebrand trat im Jahr 1803 als Junker in das Kürassierregiment „von Holtzendorff“ der Preußischen Armee ein und avancierte Anfang April 1805 zum Kornett. Während des Vierten Koalitionskrieges nahm er an der Schlacht bei Jena und dem Gefecht bei Boitzenburg teil. Durch die Kapitulation bei Prenzlau geriet Heydebrand als Sekondeleutnant in französische Gefangenschaft. Nach seiner Freilassung kam er Ende März 1807 zur 1. Dragoner-Brigade und erhielt nach dem Frieden von Tilsit ab dem 21. November 1807 nur noch Halbsold.
Am 31. August 1808 wurde Heydebrand in das Ostpreußische Kürassier-Regiment versetzt, Anfang Dezember 1808 dem Schlesische Kürassier-Regiment aggregiert und Mitte Mai 1809 dort einrangiert. Während der Befreiungskriege kämpfte er in den Schlachten bei Großgörschen und Bautzen. Für das Gefecht bei Haynau erhielt Heydebrand das Eiserne Kreuz II. Klasse und für Colditz den Orden des Heiligen Wladimir IV. Klasse.
Bis Ende Dezember 1817 stieg Heydebrand zum Rittmeister und Eskadronchef auf. Am 31. März 1818 folgte seine Versetzung in das Regiment der Gardes du Corps. Ab dem 4. August 1824 wurde er zur Lehr-Eskadron kommandiert und am 13. Oktober 1824 zum Chef der Lehreskadron ernannt sowie Ende des Monats dem Regiment Gardes du Corps aggregiert. Am 4. Januar 1828 erhielt er die Erlaubnis, den Beinamen „und der Lasa“ anzunehmen. Heydebrand wurde am 30. März 1832 zum Major befördert. Am 18. Juli 1839 beauftragte man ihn zunächst mit der Führung des 11. Husaren-Regiments und ernannte ihn am 28. Januar 1840 zum Regimentskommandeur. Am 12. September 1841 wurde er zum Oberstleutnant befördert. Unter Beförderung zum Oberst nahm Heydebrand am 8. Februar 1844 seinen Abschied mit Pension und der Berechtigung zum Tragen seiner Regimentsuniform. Am 27. August 1853 wurde ihm der Charakter als Generalmajor verliehen. Er starb am 29. September 1868 in Warmbrunn im Riesengebirge.
Der General von Brauchitsch schrieb 1831 in seiner Beurteilung: „Ein äußert tätiger, umsichtiger, für den Dienst unermüdet eifriger Offizier, der sein Fach in einem hohen Grade inne hat, sich für sein jetziges Verhältnis außerordentlich eignet, bei jeder Gelegenheit von allen seinen Vorgesetzten die vollste Anerkennung seines Fleißes findet, dessen Beibehaltung auf seinen jetzigen Posten sehr zu wünschen ist, ebensosehr aber auch, dass er bald befördert werden möge.“

### Familie
Heydebrand heiratete am 8. Januar 1818 in Breslau Emilie Thomann (1781–1812), Witwe des 1812 verstorbenen Leutnants Carl Ludwig Ewald von Kleist. Aus der Ehe ging der Sohn Thassilo (1818–1899) hervor, der sich mit Anna von Helldorff (1831–1880) verheiratete, außerdem:
- Marie (1821–1875)

⚭ 1846 (Scheidung 1853) Alexander Graf von Wartensleben (1816–1873)
⚭ 25. September 1856 in Gontkowitz mit Paul von Baumeister (4. Juli 1821 in Glogau – 24. Juli 1887 in Bad Reinetz), preußischer Generalmajor
- Adam Sigismund Leopold Heinrich (1826–1897), Major a. D. ⚭ 1858 Alexandra Gräfin Rudnicka (1834–1902)